# Зулцхајм (Доња Франконија)
Зулцхајм (њем. Sulzheim) град је у њемачкој савезној држави Баварска. Једно је од 29 општинских средишта округа Швајнфурт. Према процјени из 2010. у граду је живјело 1.996 становника. Посједује регионалну шифру (AGS) 9678183.

## Географски и демографски подаци
Зулцхајм се налази у савезној држави Баварска у округу Швајнфурт. Град се налази на надморској висини од 227 метара. Површина општине износи 26,8 km². У самом граду је, према процјени из 2010. године, живјело 1.996 становника. Просјечна густина становништва износи 75 становника/km².